# Пардубицький край
Па́рдубицький край (чеськ. Pardubický kraj) — адміністративна одиниця 1-го (край) в Чехії. Розташований у східній частині історичної області Богемія, а також, частково, в північно-західній Моравії. Адміністративний центр краю — місто Пардубиці.

## Географія

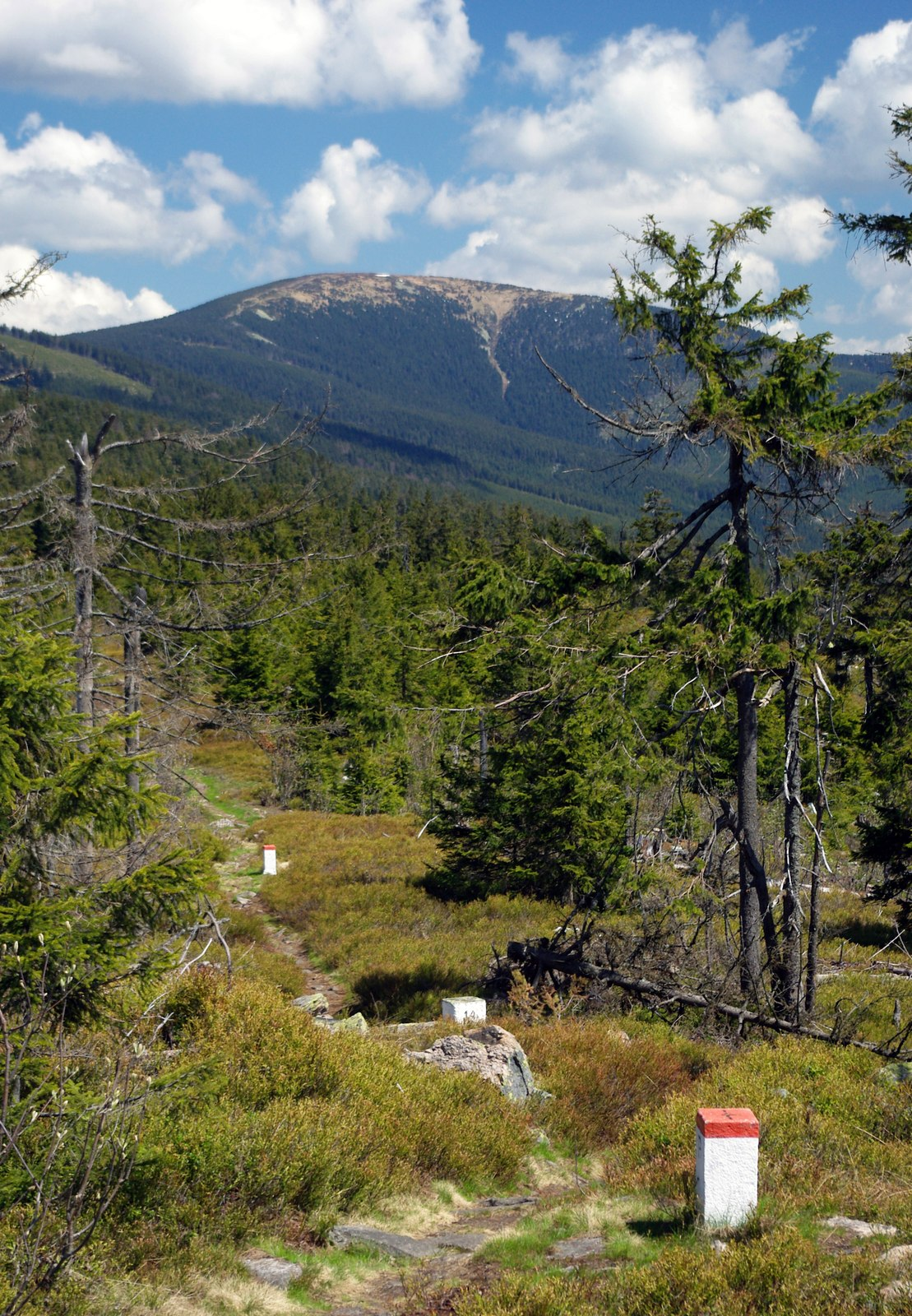
Гора Кралицький Снєжник

Край розташований в історичних областях Богемія і Моравія, на північному сході Чехії. На півночі межує із Краловоградецьким краєм, на заході — із Центральночеським, на південному заході — із краєм Височіна, на південному сході — із Південноморавським, на сході — із Оломоуцьким краєм (всі краї Чехії); на північному сході межує із землею Нижньосілезьким воєводством (Польща).
Більшу частину території краю займають безладно розкидані пагорби і групи пагорбів різної форми й узвишшя, які простягаються до самих низин долини річки Лаби. На кордоні з Польщею лежить третій за висотою гірських масивів Чехії — Кралицький Снєжник з найвищою вершиною, горою Кралицький Снєжник (1424 м), який лежить на кордоні із Польщею. Північний захід масиву складають низькі, з плоскими вершинами Орлицькі гори. На півдні Залізними та Ждярськими горами, починається Чесько-Моравська височина
Близько 44% території краю використовується в сільському господарстві, 29,4% займають ліси.
Найбільша річка краю Хрудимка, ліва притока Лаби — належить до басейну Північного моря. Частина території краю дренується річкою Світава, лівої притоки Свратки — басейну: Диє → Морава → Дунай → Чорне море. Регіоном проходить великий європейський вододіл між Північним і Чорним морями.

## Населення
В Пардубицькому краї проживає 518 228 мешканець станом на 26 березня 2011 року (понад 5% населення Чехії). Середня щільність населення краю нижче середньої по країні (Чехія — 130 осіб на км²) і становить — 114,7 особи на км². Найвища щільність населення у місті Пардубиці (1172), найнижча — в окрузі Світави (76,36). За цими показниками край займає 11-те місце за чисельністю населення і 10-те — за щільністю, серед всіх 13 країв республіки та столиці.
| Роки            | 1961    | 1970    | 1980    | 1991    | 2001    | 2010    | 2011    |
| --------------- | ------- | ------- | ------- | ------- | ------- | ------- | ------- |
| Населення, осіб | 483 254 | 488 766 | 512 573 | 508 718 | 508 281 | 520 319 | 518 228 |

## Адміністративний поділ

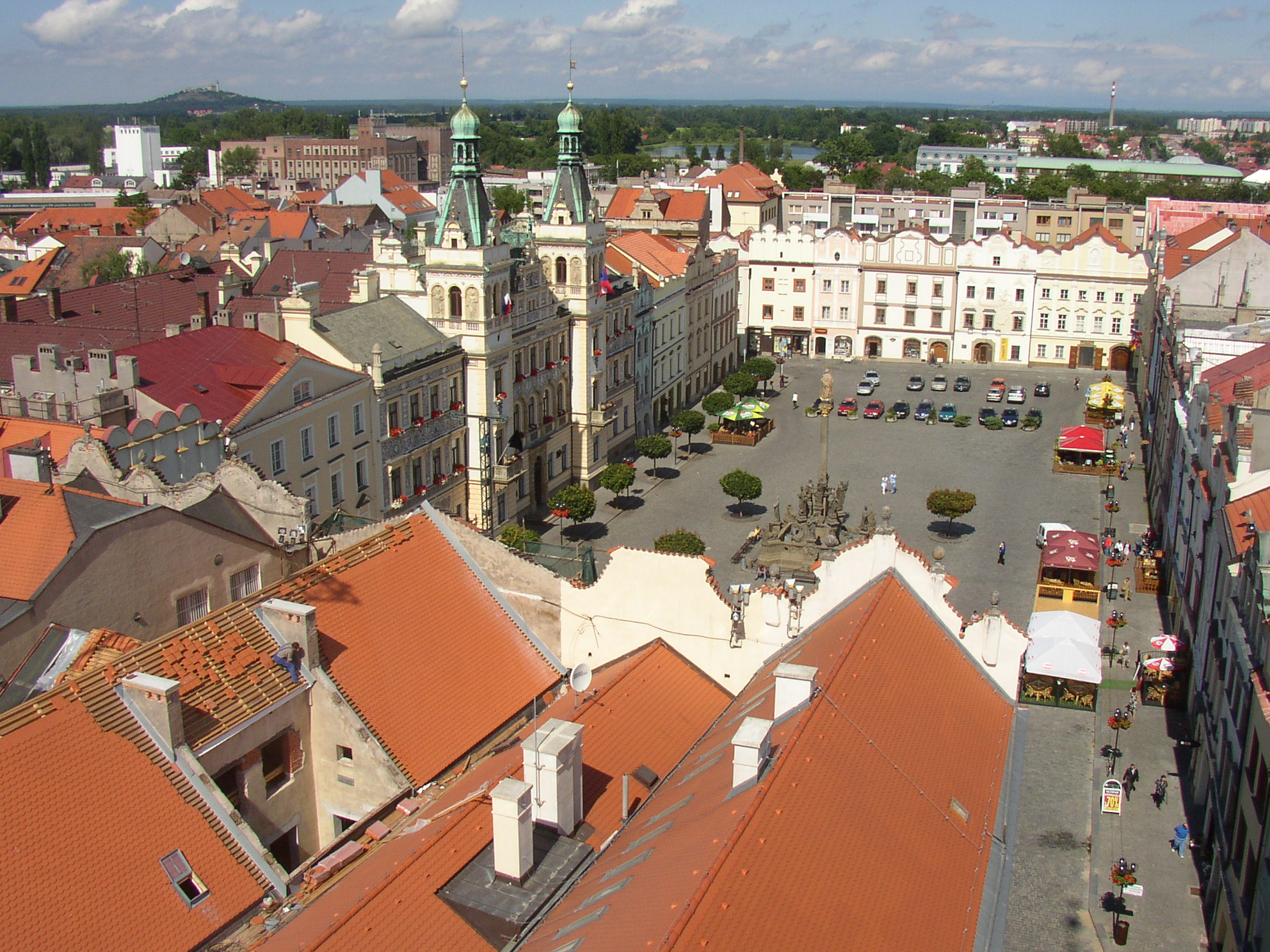
Центральна площа Пардубіце

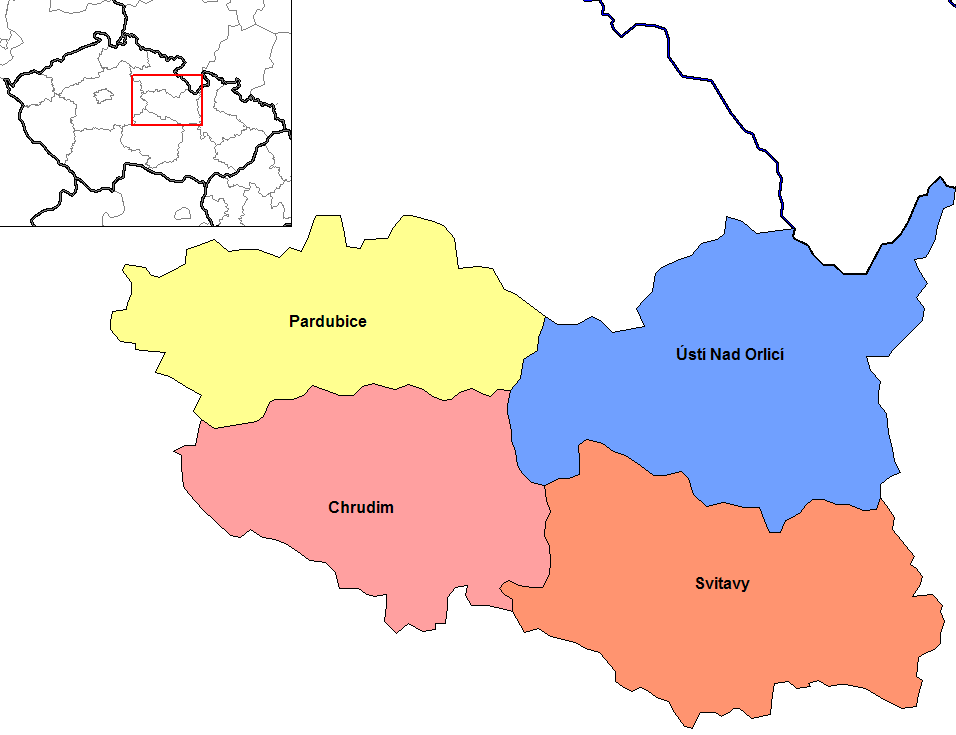
Округи Пардубицького краю

Площа Пардубицького краю становить 4 519 км², що становить 5,79% від усієї території Чехії, і займає 10-ме місце серед країв республіки.
Край ділиться на 4 округи в яких, своєю чергою, налічується 498 населених пунктів, у тому числі: 38 міст, 9 містечок та 451 село, 15 муніципальних утворень з розширеними повноваженнями. У містах з кількістю жителів понад 10 000 осіб проживає понад 42% жителів регіону. В селах з кількістю жителів менш як 500, живе 14% жителів.
| Округи Пардубицького краю (2011) | Округи Пардубицького краю (2011) | Округи Пардубицького краю (2011) | Округи Пардубицького краю (2011) | Округи Пардубицького краю (2011) |
| Округ                            | Населення, осіб                  | Площа, км²                       | Густота, осіб/км²                | Населенні пункти, (міст / сіл)   |
| -------------------------------- | -------------------------------- | -------------------------------- | -------------------------------- | -------------------------------- |
| Пардубіце                        | 169 042                          | 880,09                           | 192,07                           | 8+1 / 112                        |
| Світави                          | 105 263                          | 1 378,56                         | 76,36                            | 7+1 / 116                        |
| Усті-над-Орлиццю                 | 139 373                          | 1 258,31                         | 110,76                           | 10+2 / 115                       |
| Хрудім                           | 104 550                          | 992,62                           | 105,33                           | 13+5 / 108                       |

## Найбільші міста

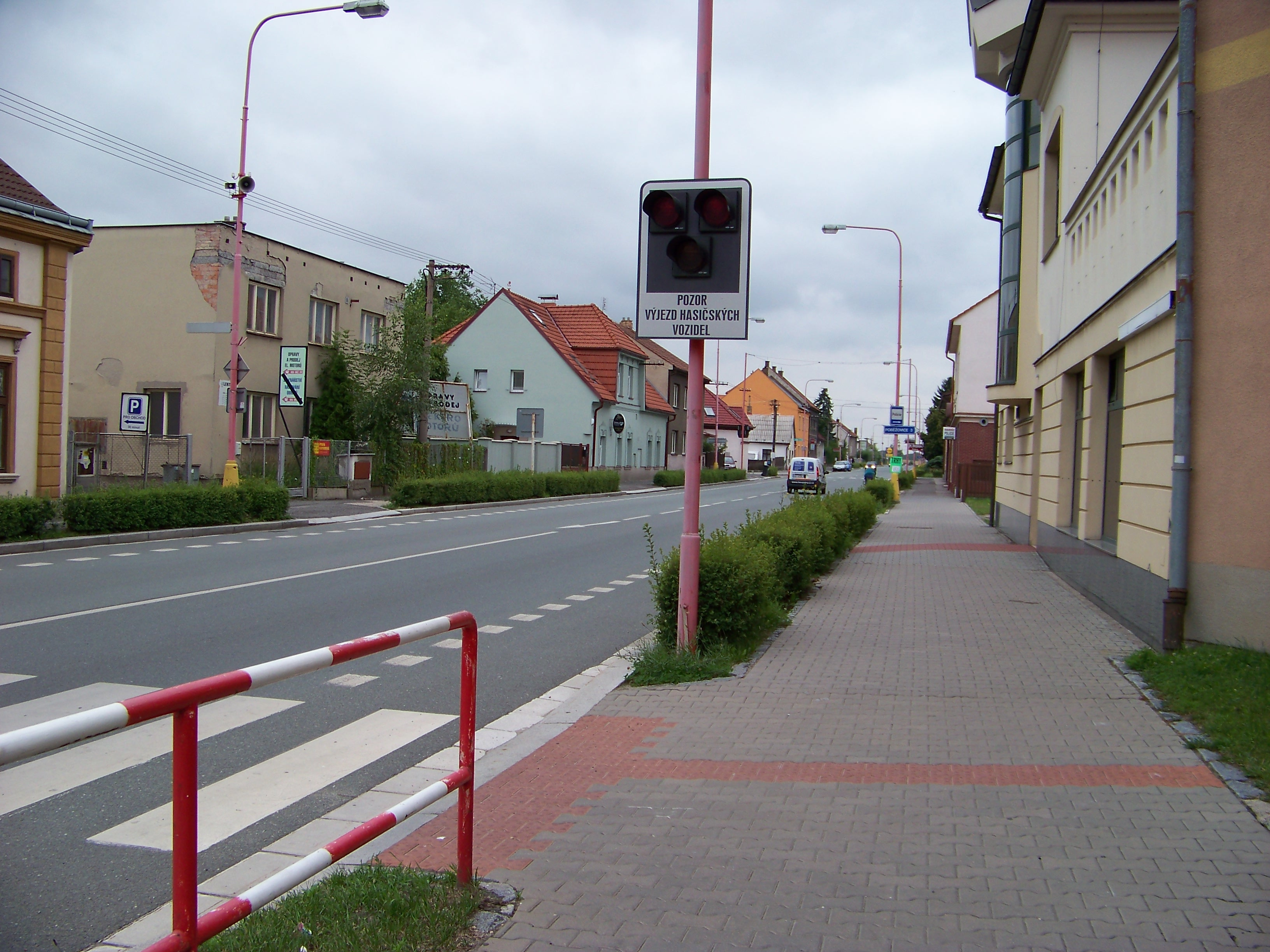
Місто Голіце, Градецька вулиця

У Пардубицькому краї нараховується 38 міст і 9 містечок. Найбільші із них приведені в таблиці. Дані по чисельності населення міст вказані станом на 26 березня 2011) року.
| Місто              | Населення |  | Місто            | Населення |
| Пардубіце          | 91 073    |  | Пршелоуч         | 9 108     |
| Хрудім             | 23 369    |  | Полічка          | 8 972     |
| Світави            | 17 090    |  | Хоцень           | 8 839     |
| Чеська-Тршебова    | 16 069    |  | Голіце           | 6 492     |
| Усті-над- Орлиццю  | 14 662    |  | Літоград         | 6 365     |
| Високе Мито        | 12 553    |  | Жамберк          | 6 071     |
| Моравська-Тршебова | 10 708    |  | Скутеч           | 5 243     |
| Літомишль          | 10 233    |  | Гержманув Мєстец | 4 889     |
| Ланшкроун          | 10 133    |  | Краліки          | 4 495     |
| Глінсько           | 10 072    |  | Слатіняни        | 4 205     |

## Економіка
Пардубицький край є аграрно-промисловим регіоном. Частка промислового виробництва у валовому внутрішньому продукті краю становить 34%, торгівля становить 12%.
Для регіону характерний високий рівень розвитку таких галузей промисловості як: загального машинобудування, а також текстильної, пошив одягу, шкір-галантерейної, хімічної промисловості.
Важливу роль в економіці краю відіграє сільськогосподарський сектор. Загальна площа сільськогосподарських угідь становить 60,75% земель регіону, лісів — 29%, водних ресурсів — 1,35%.

## Транспорт

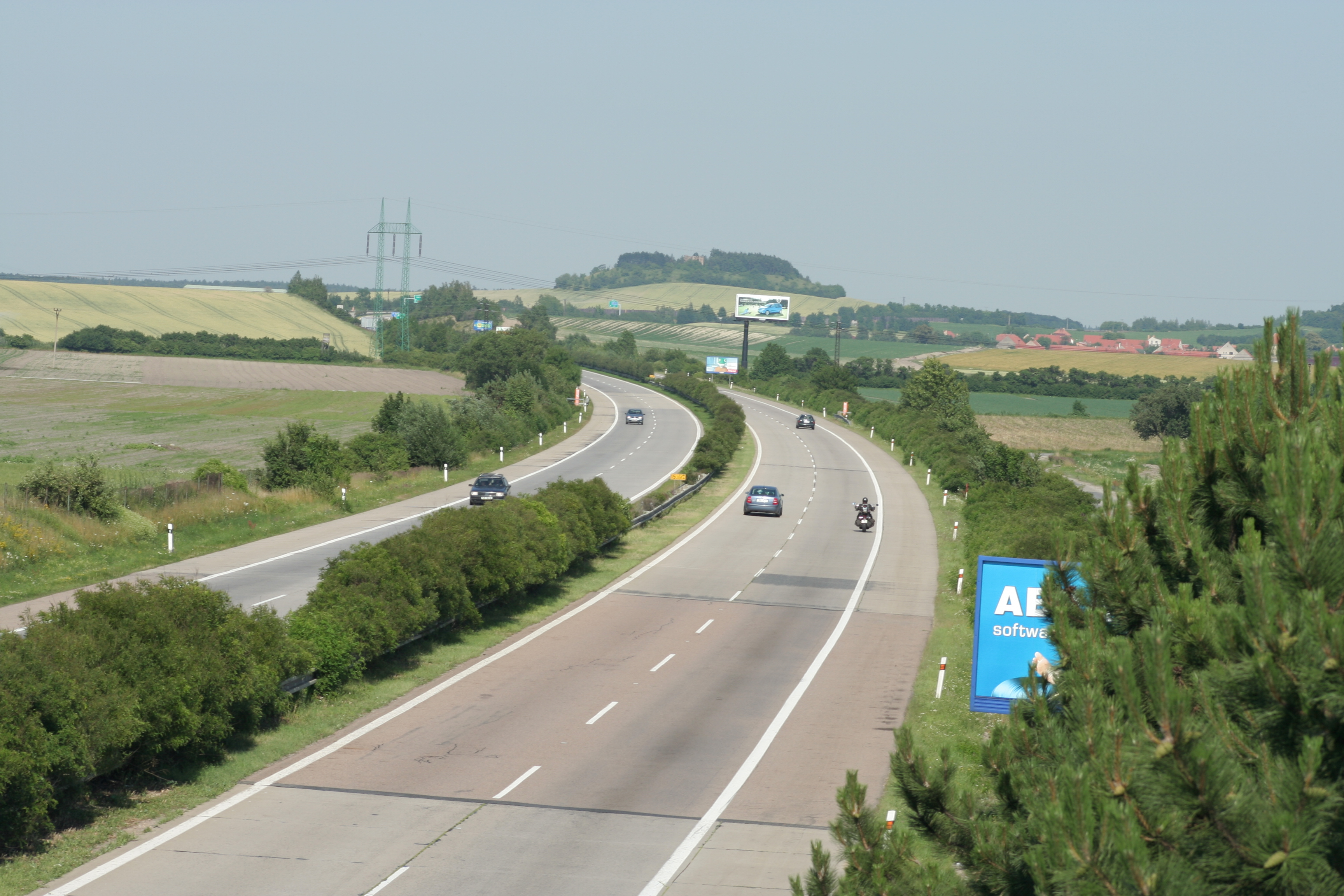
Автомагістраль

Залізнична мережа краю має загальну протяжність понад 500 кілометрів. Через регіон проходять важливі міжнародні залізничні лінії, ділянки яких: Чеська-Тршебова — Оломоуц — Острава і далі на Словаччину, є частиною III-го європейського транспортного коридору, а Брно — Відень — Братислава — Будапешт, частиною — І-го коридору.
У регіоні близько 4500 км автомобільних доріг. Автомагістраль D11 (D11), є частиною європейського маршруту E67, Прага — Гельсінкі (Фінляндія) і проходить північною частиною краю. Інша важлива авмагістраль E442 пов'язує Карловарський край із Словаччиною, і слідує маршрутом Карлові Вари — Усті-над-Лабем — Ліберець — Голице — Високе Мито — Літомишль — Світави — Моравська-Тршебова — Оломоуц→ … → Жиліна (Словаччина). Авмагістраль E461 прокладена за маршрутом Світави — Брно — Відень (Австрія).

## Туризм

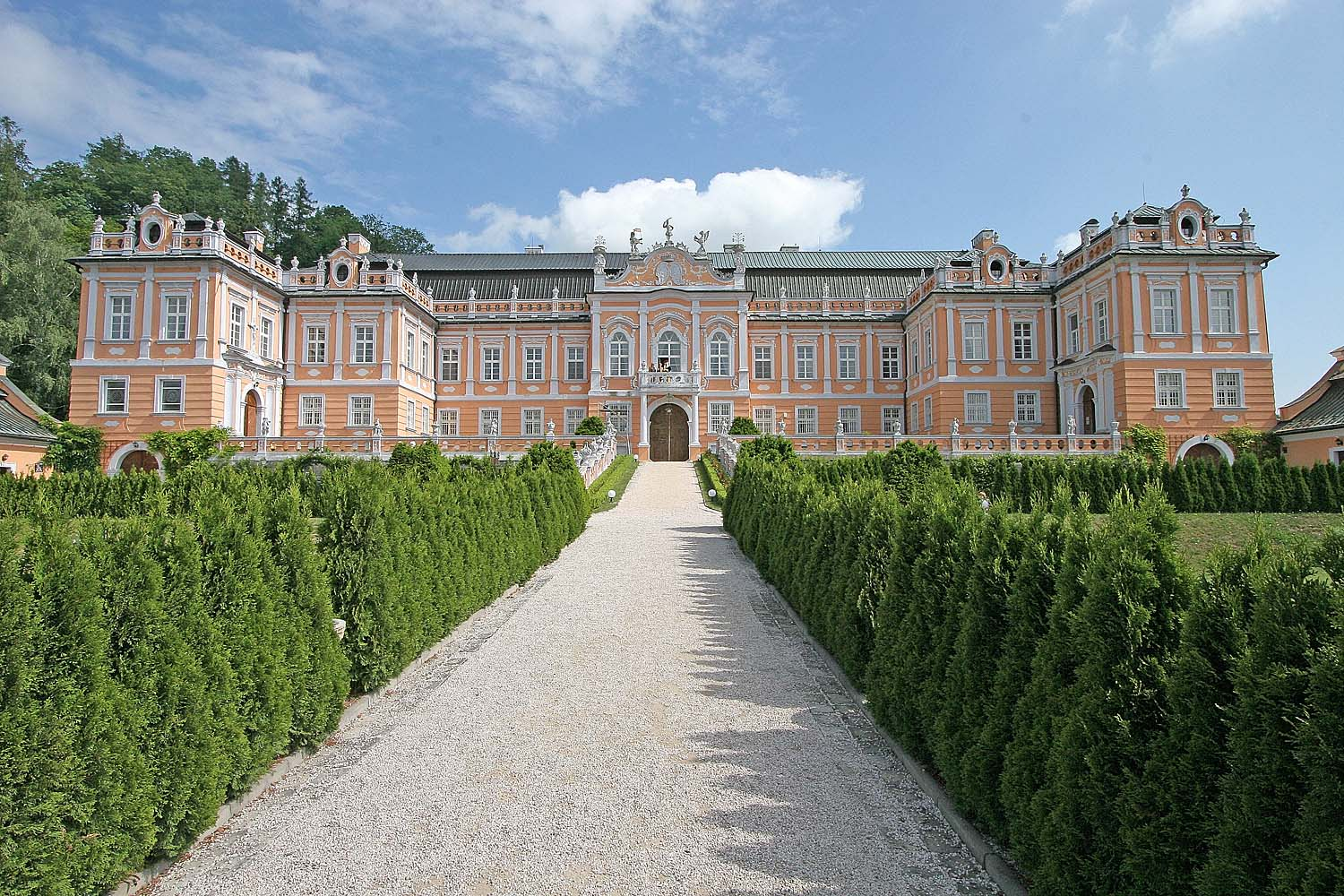
Замок Новий Град

Прискореного розвитку в краї набирає туризм. На підтримку його розвитку і зв'язку з іншими суб'єктами господарювання округу заснована компанія «Східна Чехія».
У культурному житті регіону туристів приваблюють музичні фестивалі: «Музична весна в Пардубіце», музичний фестиваль Беджріха Сметани в Літомишлі. У Пардубіце є драматичний театр.
До історичних об'єктів, що приваблює туристів, належать численні визначні пам'ятки краю:
- Замок Пардубіце з експозиціями музею Східної Чехії (XIII ст.);
- Замок в Літомішлі, включений в список світової спадщини ЮНЕСКО (XVI ст.);
- Замок в Бистрому (Bystré (zámek)[cs] — пам'ятник культури Чеської Республіки (1097);
- Замок в Моравська Тршебова (Moravská Třebová (zámek)[cs] — побудований у XIII ст.;
- Замок Новий Град (Zámek Nové Hrady[cs]) — побудований в кінці XVIII ст. на місці старого замку;
- Музей маріонеток у Хрудімі;
- Африканський музей в Голіце.